# Guglielmo Capello
Guglielmo di Goffredo Capello (Auletta, 1390 circa – Ferrara, 1460 circa) è stato un letterato e funzionario italiano.

## Biografia
Nacque negli ultimi anni del XIV secolo ad Auletta, vicino Salerno, da un medico di nome Goffredo. Sono ignoti i suoi studi, ma dovette affermarsi nel mondo letterario del tempo poiché nel 1420 venne chiamato a Ferrara da Niccolò III d'Este per fare da precettore al figlio Borso. Taluni affermano che si trovasse a Ferrara già in precedenza, ma non vi sono prove certe.
Dal 1429 divenne collaboratore e amico di Guarino Veronese, che gli assicurò delle cariche politiche una volta che il duca di Ferrara lo sollevò dall'incarico di precettore del figlio: nel 1435 era funzionario delle imposte, mentre all'arrivo della peste a Ferrara nel 1438 venne nominato ufficiale sanitario. Era comunque attivo come copiatore di manoscritti, come ad esempio la Naturalis historia di Plinio il Vecchio, e possedeva una stanza privata nel palazzo degli Este. Dal 1441 tornò ad essere precettore, stavolta di Ercole e Sigismondo d'Este, venendo colloquialmente chiamato il maistro di putti. L'ultima sua menzione in vita risale al 1459, quando copiò una nuova versione nella Naturalis historia; probabilmente già anziano, si presume sia morto di lì a poco.

## Opere
Capello si è distinto soprattutto come amanuense e commentatore di opere. Nei suoi commenti dimostrava di conoscere a fondo i classici della letteratura latina e letteratura italiana medievale, non apprezzando invece la letteratura francese e i poemi cavallereschi, che ridicolizzava.